# Tigery
Tigery é uma comuna francesa na região administrativa da Ilha-de-França, no departamento de Essonne. Estende-se por uma área de 8,64 km². Em 2010 a comuna tinha 4 284 habitantes (densidade: 495,8 hab./km²).